# Gergely Károly (labdarúgó)
Gergely Károly (Budapest, 1953. december 5. – Budapest, 2009. október 14.) labdarúgó, edző.

## Pályafutása
1966-ban kezdte a labdarúgást a Láng Vasas csapatában. Az élvonalban sohasem szerepelt. 1972 és 1974 között a Növényolaj, 1974 és 1976 között a H. Köteles SE játékosa volt. Az 1976–77-es idényben a Soroksár együttesében szerepelt. 1977 és 1982 között a Bp. Spartacus, 1982 és 1989 között a BKV Előre játékosa volt.
1989-ben kezdte az edzői pályafutását legutolsó klubjában a BKV Előrében. 1993 és 1993 között a pilisvörösvári csapat edzője volt. Első élvonalbeli csapata a III. Kerületi TVE volt 1995 és 1998 között. Az 1998–99-es idényben a Szeged LC, majd ismét az élvonalban a Győri ETO vezetőedzője volt. 2002-ben volt először a váci csapat edzője. A 2002–03-as idényben a Balassagyarmati SE együttesénél tevékenykedett. Ezt követően újra az élvonalban kapott munkát. 2003-ban a Diósgyőri VTK csapatánál, majd 2005-ben a Budapest Honvédnál. 2005 és 2007 között, majd 2009-ben haláláig a Dunakanyar-Vác FC vezetőedzője volt.

## Sikerei, díjai

### Edzőként
- Magyar bajnokság
  - 4.: 1998–99